# Alceo Folicaldi
Alceo Folicaldi (Lugo, 7 febbraio 1900 – Lugo, 4 gennaio 1952) è stato un poeta italiano, tra i più conosciuti esponenti del futurismo in poesia.

## Biografia
Giovane studente diciassettenne, Folicaldi aderisce con grande entusiasmo al movimento artistico del futurismo. Conosce Filippo Tommaso Marinetti che, dopo aver letto alcune sue poesie, lo incoraggia nello scrivere e lo fa conoscere nell'ambiente letterario del tempo.
Diplomatosi, inizia a lavorare come maestro elementare. La sua prima raccolta di prose liriche, Imbastiture, è datata 1919. Nel 1922 Marinetti cita Folicaldi nell'introduzione del libro Gli indomabili, inserendolo tra i poeti emergenti.
Negli anni venti il suo editore rimane sempre Marinetti. Nel 1926 Folicaldi pubblica Arcobaleni sul mondo, che è considerato dalla critica il suo vero primo libro futurista, scritto con la tecnica chiamata Parole in libertà (Poetica secondo la quale le parole sono concepite come segno autonomo e arbitrario rispetto ai contenuti della realtà rappresentata). 
Nel 1927 Folicaldi è annoverato nel gruppo dei "Poeti-Paroliberi-Propagandisti Futuristi", brillante interprete del "paroliberismo".

## Opere principali
- 1919, Imbastiture
- 1925, Autunno futurista (poema, nell'antologia «I nuovi poeti futuristi»)
- 1925, I piccoli segni d'Afrodite (sulla rivista «Noi», diretta da Enrico Prampolini)
- 1926, Arcobaleni sul mondo